# 桐柏县
桐柏县在中国河南省南部，是南阳市下辖的一个县，位處湖北省隨州市正北，河南省信陽市西北。為宛西咽喉，中共革命老區，風景雄奇秀美。面积1941平方公里，人口約37.52万人。縣人民政府駐清淮街道。

## 历史沿革
汉朝时为复阳县，南朝梁置淮安县。隋朝开皇初年，郡废，更名县曰桐柏，以境内的桐柏山为名。属淮安郡。

## 人口
根據第七次人口普查數據，截至2020年11月1日零時，桐柏縣常住人口375206人。

## 地理
境內有桐柏山，属秦岭大别山系。
位于桐柏山，是古“四渎”之一淮河的发源地和江淮两大水系的天然分界线。

## 资源
該縣盛產金礦和碱矿。之前有亚洲第一的吴城碱矿，现在有世界第一的安棚碱矿。

## 行政区划
桐柏县下辖13个镇、3个乡：
清淮街道、月河镇、吴城镇、固县镇、毛集镇、大河镇、埠江镇、平氏镇、淮源镇、黄岗镇、安棚镇、朱庄镇、程湾镇、城郊乡、回龙乡和新集乡。

## 交通
- 240国道、 312国道过境。

## 名胜
有豫南第一高峰海拔1140米的桐柏山主峰太白顶，享誉海内外的佛教禅宗白云系祖庭云台禅寺，誉为天下“三十六洞天”之一的水帘洞。
淮河的源头就在桐柏县淮源镇淮渎祠，有美丽的桐柏山淮源风景名胜区，当地很多人都喜欢去祖师顶烧香还愿。
桐柏山淮源风景名胜区位于豫南鄂北交界的桐柏山脉北麓中段，景区总面积266平方公里，核心区为108平方公里，距桐柏县城3公里，内分淮源、太白顶、桃花洞、水帘洞四大各具特色的景区，各类景观一百余处。
桐柏山淮源风景名胜区旅游文化内涵十分丰富，具有源远流长的淮源文化，影响深远的佛道文化，历史悠久的盘古文化和在国内革命战争时期具有重要地位的苏区文化。景区具有完整的过渡带森林生态系统和优良的自然生态环境，被专家誉为中原地区天然生物基因库和自然博物馆。

## 教育
- 河南佛教学院